# Габара
Габара, гебара (от нем. Gabarre или фр. Gabare) — парусное двух- или трёхмачтовое грузовое судно.

## Этимология
Термин габара мог быть заимствован из немецкого термина gabarre или, подобного ему, французского gabare, что означает грузовое судно. В свою очередь французский и немецкий термины происходят от латинского carabus, в значении корабль.

## Описание судна
Небольшое грузовое парусное судно, имеющее две или три мачты и парусное вооружение.
Также габарами во Франции называли плашкоуты, небольшие широкие и плоскодонные парусно-гребные суда, использовавшиеся для рейдовых нагрузок и выгрузок больших судов и для плавания по рекам. Так к примеру термином Gabare a vase называется шаланда для отвоза грязи от землечерпалок.

## Применение
Использовались преимущественно для каботажного плавания в Средиземном море французами в качестве транспортных судов. Иногда использовались как транспортные военные суда и могли нести на борту несколько пушек.
Также использовались в российском флоте, но широкого распространения не получили, так для нужд Черноморского флота России в конце XVIII века было построено только 4 габары, использовавшиеся для транспортировки грузов в Азовском, Чёрном и Средиземном морях, а также принимавшие участие в войне с Францией 1798–1800 годов.